# ليني روبريدو
ليني روبريدو (مواليد 23 أبريل 1965) هي سياسية فيلبينية تشغل حالياً منصب نائب الرئيس منذ 2016.